# Elena Izcue
Elena Izcue Cobián (Lima, 19 de abril de 1889 - Lima, 27 de septiembre de 1970) fue una educadora, ilustradora, artista gráfica y diseñadora peruana que desempeñó un papel decisivo en el descubrimiento del arte precolombino a inicios del siglo XX, en buena parte gracias a su trabajo en las artes decorativas.

## Biografía
Elena Izcue y su hermana Victoria nacieron el mismo día; sus padres fueron José Rafael de Izcue y María Antolina Cobián. Debido a las condiciones, ambas debieron trabajar desde muy jóvenes dedicándose a la docencia, y durante toda su vida trabajaron juntas en los proyectos más importantes de la carrera de ambas.
Con solo veinte años, en 1910, es nombrada Profesora de Dibujo en los Centros Escolares y Escuelas Elementales de Lima y el Centro Escolar del Callao. En la publicación La Escuela Moderna de 1914, diseña la carátula empleando elementos precolombinos.
En 1919 marca el inicio de sus estudios en la Escuela Nacional de Bellas Artes de Lima, y conoce a Philip Ainsworth Means; director de la sección de arqueología del Museo Nacional, quien le otorga el permiso de reproducir piezas precolombinas. En 1923 ilustra el libro La Leyenda de Manco Capac, editado por Rafael Larco Herrera, dirige la Escuela Industrial del Museo Arqueológico de Víctor Larco Herrera y junto a su hermana realiza un viaje de estudios al Cuzco.
En 1926, publicó dos volúmenes del libro El arte peruano en la escuela: un manual para la enseñanza del dibujo en las escuelas peruanas. Por su labor, el Presidente Augusto B. Leguía le otorgó una beca de estudios a París, y al año siguiente, ambas hermanas estudian a Fernand Léger, Jean Darúa, Cromaire, entre otros. Aplica motivos precolombinos en los diseños textiles, y rápidamente consigue un significativo éxito en las casas de modas europeas y estadounidenses. París y Nueva York son escenarios donde evoluciona su obra.
En 1933, continua sus estudios por un año, en la Escuela de Publicidad de la Grande Chaumiére, bajo la dirección de Fernand Léger. Realiza exposiciones, encargos del Ministerio de Fomento y trabajos decorativos en Nueva York, a lo largo de la década de los treinta. En 1940 es directora del recién creado Taller Nacional de Artes Gráficas Aplicadas, y forma parte de las comisiones organizadoras para la industria del tejido en 1942 y 1943.
En agosto de 1967, las hermanas son invitadas a participar en la Primera Bienal Nacional de Artesanos y se les otorgó el título de miembros honorarios por la Asociación Nacional de Artesanos.

## El arte peruano en la escuela
La importancia de los dos tomos dedicados a los diseños del Perú Antiguo no solo radica en la función de difusión de los mismos en el medio intelectual internacional de la época; ya que la edición de ambos volúmenes fue realizada en París en 1924 y 1925, sino en la prospección que estos significaban para la educación forjada en valores de identidad nacional en las escuelas peruanas como en el desarrollo de un lenguaje estético propio aplicado a las artes industriales.
Parte del interés hacia estas manifestaciones del arte no occidental se debía a una corriente en el arte europeo surgida a inicios del siglo XX conocida como primitivismo, que promovía el uso de formas exóticas, provenientes de la tradición visual de distintas culturas "foráneas" a los centros artísticos hegemónicos europeos. Este contexto ayudó a que el trabajo de Elena Izcue obtuviera una valoración que se reflejó en el gran tiraje de sus publicaciones.
En el Perú, su iniciativa no estaba sola debido a que el Indigenismo en política y en cultura empezaba a tener un mayor arraigo en los círculos de intelectuales peruanos y en la población en general. En el tenor de esta cita de la artista se evidencia como su propuesta plástica forma parte de un ideal por el cual se pueda generar a través de la cultura visual prehispánica una ruta de aprendizaje nacional: 
"Considerando que nuestro arte antiguo es una verdadera fuente donde nos debemos inspirar y tomar de ella con una debida preparación artística y práctica la enseñanza que bien orientada embellecerá la vida, impulsará las artes industriales, las artes manuales aplicadas y las artes populares, en muchas especializaciones que abrirán nuevas carreras a los estudiantes. No debemos contentarnos con que el arte peruano antiguo, el más grandioso y original de toda América, permanezca solamente admirándose en los Museos. Debemos incorporarlo en nuestra vida diaria, acercarlo a nosotros y si nos inspiramos en él obtendremos el verdadero arte propio de nuestra época como una afirmación de nuestro nacionalismo".